# Montfortia hermosa
Montfortia hermosa is een slakkensoort uit de familie van de Fissurellidae. De wetenschappelijke naam van de soort is voor het eerst geldig gepubliceerd in 1935 door Lowe.